# Santi XII Apostoli
Santi XII Apostoli är en kyrkobyggnad, titelkyrka och mindre basilika, ursprungligen helgad åt de heliga apostlarna Jakob och Filippos, och senare åt alla apostlarna. Kyrkan är belägen vid Piazza dei Santi Apostoli i Rione Trevi och tillhör församlingen Santi XII Apostoli.

## Historia
Kyrkan uppfördes på 500-talet av påve Pelagius I för att fira Narses seger över östgoterna och helgades åt apostlarna Jakob och Filippos av påve Johannes III. Santi XII Apostoli förstördes i en jordbävning 1348.
År 1417 lät påve Martin V restaurera kyrkan. Fasaden ritades av Baccio Pontelli i slutet av 1400-talet. Melozzo da Forlì målade kyrkans fresker.
På 1700-talet lät påve Clemens XI renovera kyrkan och Melozzos berömda freskmålningar förstördes eller flyttades till Vatikanen. Ny barockinteriör skapades av Carlo och Francesco Fontana. Takfresken utfördes av Baciccia 1707. Kyrkan restaurerades senare på nytt och fasaden kompletterades av Giuseppe Valadier år 1827.
Santi XII Apostoli är kardinalpräst Angelo Scolas titelkyrka.

## Bilder

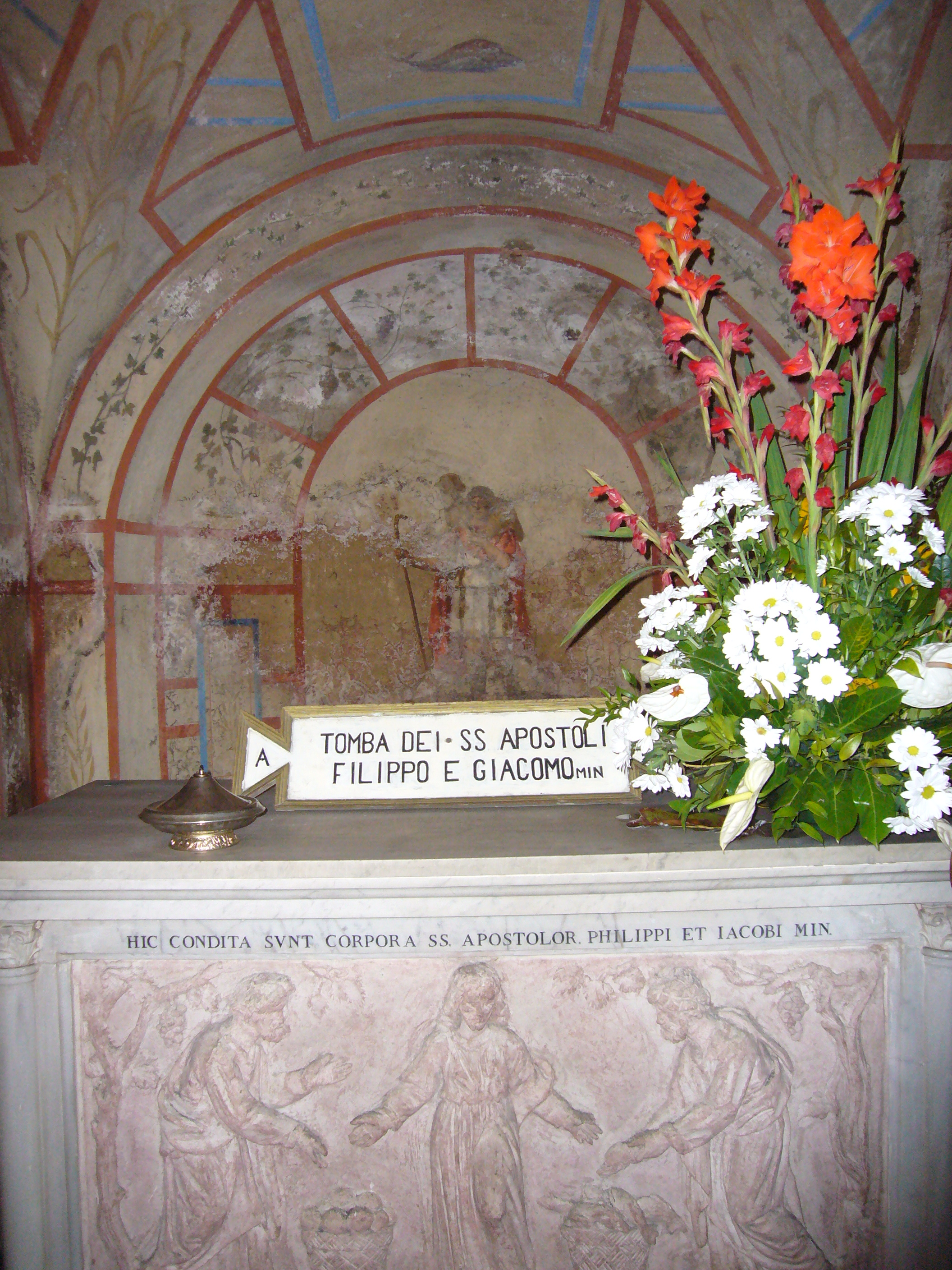
De heliga apostlarna Filippos och Jakobs grav i kyrkans krypta.
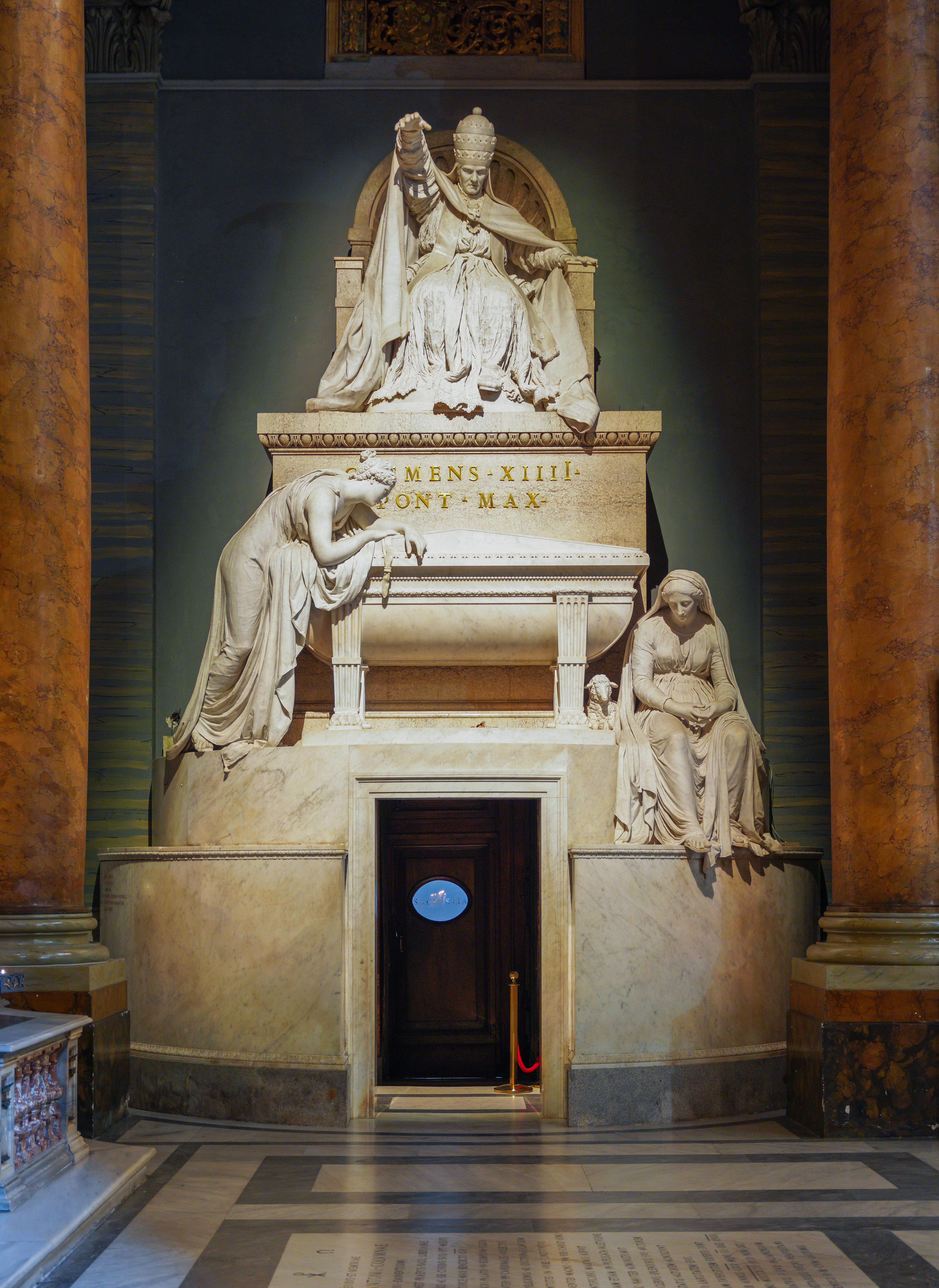
Gravmonument över påve Clemens XIV, utfört av Antonio Canova.
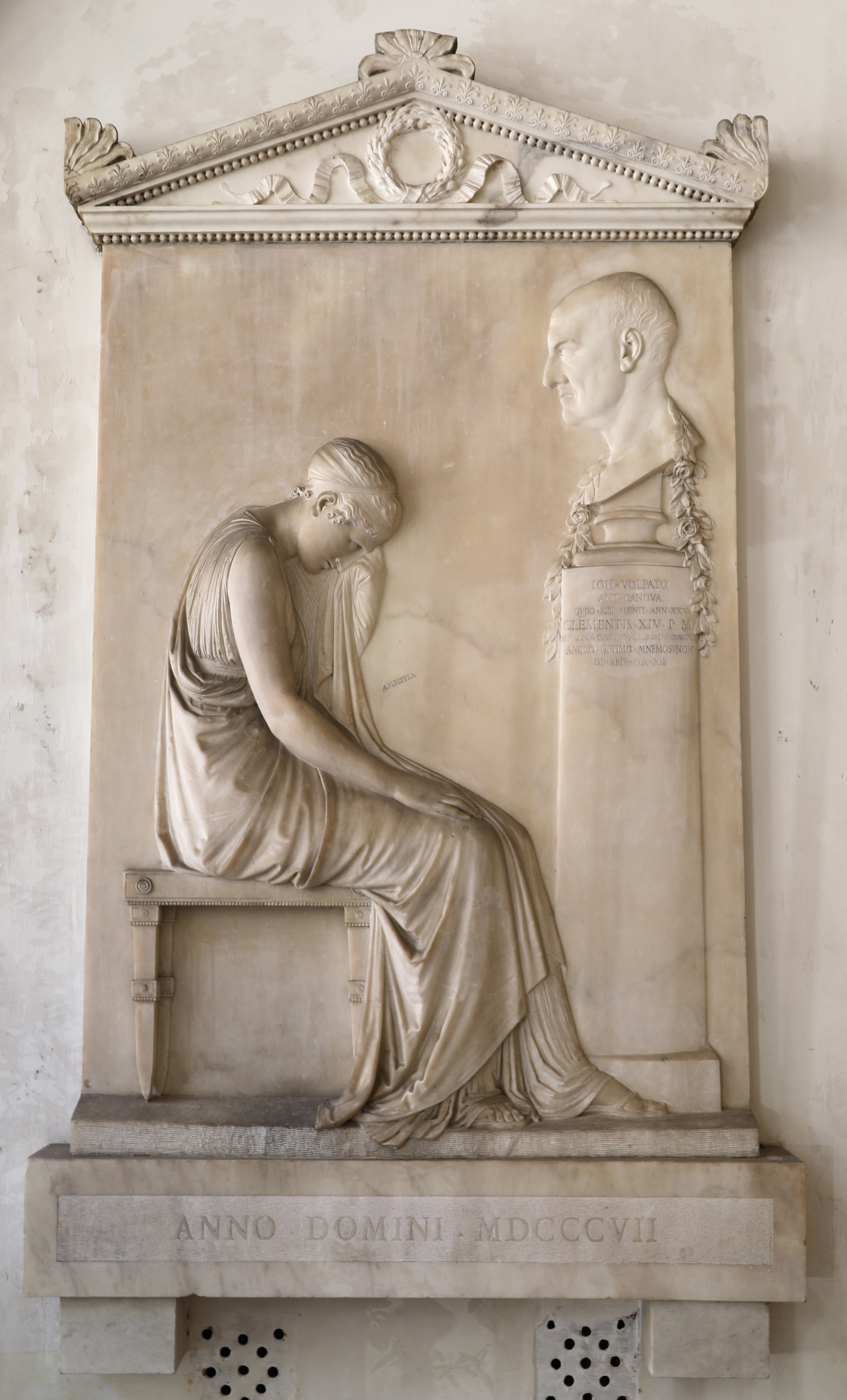
Giovanni Volpatos gravstele, utförd av Antonio Canova.